# Norman Richard Crockatt
Norman Richard Crockatt, britanski general, * 1894, † 1956.
V vojaško zgodovino se je vpisal, ko je med drugo svetovno vojno leta 1940 ustanovil MI9, ki ga je vodil do leta 1945.